# Meridiano 13 oeste
El meridiano 13 oeste de Greenwich es una línea de longitud que se extiende desde el Polo Norte atravesando el Océano Ártico, Groenlandia, el Océano Atlántico, África, el Océano Antártico y la Antártida hasta el Polo Sur.
El meridiano 13 oeste forma un gran círculo con el meridiano 167 este.
Comenzando en el Polo Norte y dirigiéndose hacia el Polo Sur, este meridiano atraviesa:
| Coordenadas                       | País, territorio o mar | Notas |
| --------------------------------- | ---------------------- | --- |
| 90°0′N 13°0′O / 90.000, -13.000   | Océano Ártico          | |
| 81°42′N 13°0′O / 81.700, -13.000  | Groenlandia            | |
| 81°6′N 13°0′O / 81.100, -13.000   | Océano Atlántico       | |
| 27°50′N 13°0′O / 27.833, -13.000  | Marruecos              | |
| 27°40′N 13°0′O / 27.667, -13.000  | Sáhara Occidental      | Reclamado por Marruecos                                                                                                   |
| 23°9′N 13°0′O / 23.150, -13.000   | Mauritania             | |
| 15°29′N 13°0′O / 15.483, -13.000  | Senegal                | |
| 12°28′N 13°0′O / 12.467, -13.000  | Guinea                 | |
| 9°6′N 13°0′O / 9.100, -13.000     | Sierra Leona           | |
| 8°14′N 13°0′O / 8.233, -13.000    | Océano Atlántico       | |
| 7°36′N 13°0′O / 7.600, -13.000    | Sierra Leona           | Islas Tortuga |
| 7°35′N 13°0′O / 7.583, -13.000    | Océano Atlántico       | Pasa justo al este de la Isla Inaccesible (Tristán da Cunha), Tristán da Cunha, Santa Elena, Ascensión y Tristán de Acuña |
| 60°0′S 13°0′O / -60.000, -13.000  | Océano Antártico       | |
| 71°46′S 13°0′O / -71.767, -13.000 | Antártida              | Tierra de la Reina Maud, reclamado por Noruega                                                                            |